# Lactat deshidrogenasa
La lactat deshidrogenasa (LDH o LD) és un enzim de tipus oxidoreductasa, perquè catalitza una reacció d'oxidació-reducció en la qual el piruvat és reduït a lactat gràcies a l'oxidació del NADH a NAD+. L'enzim també pot catalitzar l'oxidació de l'hidroxibutirat; raó per la qual a vegades se'l coneix com a hidroxibutirat deshidrogenasa (HBD).
És present en una ampla varietat d'organismes, incloses les plantes i els animals, en nombrosos teixits, majoritàriament al cor, fetge, ronyons, músculs, glòbuls vermells, cervell i pulmons. Si bé la LDH és abundant en les cèl·lules dels teixits, els nivells en sang són generalment baixos.
Participa en el metabolisme energètic anaeròbic, reduint el piruvat provinent de la glucòlisi per tal de regenerar el NAD+, que en presència de glucosa és el substrat limitant de la via de la glicòlisi.

## Reaccions
La reacció que catalitza la lactat deshidrogenasa és reversible: catalitza la interconversió del piruvat i lactat amb interconversió de NADH a NAD+.
En primer lloc entra el NADH seguit pel piruvat, producte final de la glucòlisi, i després de la catàlisi s'allibera seqüencialment lactat i NAD+, quan l'oxigen es troba absent o en poques quantitats en el múscul esquelètic té lloc aquesta reacció, especialment durant l'exercici físic intens. En condicions estàndard la variació d'energia lliure de la reacció (∆G0') és de -25,1 kJ/mol, estant així molt desplaçada la reacció cap a la formació de lactat. Però la reacció pot produir-se en sentit contrari en funció de la relació de concentracions de substrat i producte. Aquest fet es manifesta clarament en el Cicle de Cori: al fetge i al múscul cardíac (metabolisme oxidatiu) el lactat provinent del múscul esquelètic es reoxida a piruvat per al seu posterior ús en la gluconeogènesi i el cicle de Krebs.
A concentracions elevades de lactat, l'enzim pateix una retroinhibició i la conversió de piruvat a lactat decreix. També catalitza la deshidrogenació de 2-Hidroxibutirat, però és un substrat bastant menys abundant que el lactat.

## Isoenzims
Les lactat deshidrogenases (140 kDa) funcionals són homo o hetero tetràmers compostos per les subunitats proteiques de 35 kDa cadascuna, M i H, codificades pels gens LDHA (localitzat al cromosoma 11) i LDHB (en cromosoma 12), respectivament. Una tercera isomorfa, LSHC o LDHX, és expressada només als testicles. El seu gen és probablement un duplicat de LDHA i també està localitzat al cromosoma 11.
Les dues subunitats M i H presenten petites diferències en la seva seqüència d'aminoàcids i en associar-se donen lloc a cinc isoenzims (isoformes: modificacions post-traduccionals de l'enzim) corresponents a les cinc combinacions de les quatre subunitats possibles, cadascuna de les quals es troba preferentment en determinats teixits i pot identificar-se mitjançant electroforesi. L'associació de les subunitats per formar tetràmers és aleatòria, raó per la qual la composició isoenzimàtica d'un teixit està determinada principalment pel nivell d'expressió de cada un dels gens que codifiquen les subunitats H i M. Aquestes isoformes són productes de dos gens diferents, es diferencien en els valors de km i Vmax. La Km és menor a la subunitat H4, per tant, tindrà major afinitat de substrat pel lactat. La H4 en metabolisme aeròbi del múscul del cor transforma lactat en piruvat i porta a la producció d'energia via el cicle de Krebs. D'altra banda, la M4 en metabolisme anaeròbi del múscul del múscul transforma piruvat en lactat i s'introdueix en el Cicle de Cori.
Els isoenzims del múscul esquelètic i del fetge contenen quatre subunitats M, mentre que els isoenzims del múscul del cor en la majoria d'espècies contenen quatre subunitats H. La resta d'isoenzims són combinació dels dos tipus de subunitats.
- LDH-1 (H4): al cor, músculs i eritròcits.
- LDH-2 (H3M): al sistema retículoendotelial i leucòcits.
- LDH-3 (H2M2): als pulmons.
- LDH-4 (HM3): als ronyons, placenta i pàncrees.
- LDH-5 (M4): al fetge i múscul esquelètic.

## Aplicacions mèdiques
Tal com s'ha comentat anteriorment, la LDH és abundant en les cèl·lules dels teixits i generalment de nivell en sang baix. Els nivells normals de LDH en sèrum es troben entre 110 i 220 U/L. Tanmateix, quan els teixits són malmesos a causa d'una lesió o una malaltia, alliberen més LDH en el torrent sanguini, signe inespecífic que un òrgan o teixit ha estat lesionat. Les afeccions que normalment solen ser la causa d'aquest augment de la quantitat de LDH en sang són les següents: malalties al fetge, atacs cardíacs, anèmia, trauma muscular, fractures òssies, càncer i infeccions tals com la meningitis, encefalitis o VIH.
Hi ha anàlisis que generalment són necessaris per determinar a quin lloc s'ha donat el dany. Una d'aquestes anàlisis es denomina “anàlisi d'isoenzims de LDH”. En mesurar els nivells dels cinc tipus d'enzims LDH en sang, que es troben en concentracions específiques en diferents òrgans i teixits, els metges poden tenir una millor idea del tipus, la ubicació i la gravetat del dany cel·lular.

### Hemòlisi
En medicina, la LDH és habitualment utilitzada com a marcador de ruptures de teixits perquè és abundant en els glòbuls vermells i pot funcionar com a marcador per hemòlisi. S'ha de tenir en compte que una mostra de sang que ha estat tractada incorrectament pot mostrar falsos positius d'alts nivells de LDH a causa de danys als eritròcits.

### Infart de miocardi
També pot ser utilitzada com a marcador de l'infart de miocardi. Després d'un infart de miocardi, els nivells de LDH són màxims als 3-4 dies i es mantenen elevats durant 10 dies. D'aquesta manera, nivells elevats de LDH (on el nivell de LDH1 és superior al de LDH2) pot ser útil per determinar si el pacient ha tingut un infart de miocardi quan va al metge diversos dies després d'un episodi de dolor al pit. L'ús d'aquest fenomen per diagnosticar l'infart de miocardi ha estat substituït per l'ús de la Troponina I i T.

### Càncers
Gairebé tots els tipus de càncer poden causar un nivell elevat de deshidrogenasa làctica. Per això, aquest marcador no pot ser utilitzar per diagnosticar un tipus particular de càncer.

### Exsudat i transsudat
Mesurant la LDH en el líquid aspirat d'un vessament pleural (o vessament pericardíac) pot ajudar en la distinció entre els exsudats (líquids secretats activament, per exemple, a causa de la inflamació) o transsudats (passivament es segrega líquid, com a causa d'una alta pressió hidroestàtica o una pressió oncòtica baixa). El criteri habitual és que una proporció de fluid LDH vers el límit superior normal de la LDH sèrica normal de més de 0,6 o 2/3 indica un exsudat, mentre que una proporció de menys indica un transsudat. Diferents laboratoris tenen valors diferents pel límit superior de LDH sèrica, però exemples inclouen 200 i 300 IU/L. En empiema (acumulació de pus en l'espai pleural) els nivells de la LDH, en general, seran superior a 1000 UI/L.

### Meningitis i encefalitis
Nivells elevats de lactat deshidrogenasa en el fluid cerebroespinal estan associats amb meningitis bacteriana. En el cas de meningitis vírica, una elevada LDH indica, en general, la presència d'encefalitis o mal pronòstic.

### VIH
La LDH és habitualment mesurada en portadors del virus de la immunodeficiència humana com un marcador no específic per a una pneumònia per Pneumocystis jiroveci perquè presenten nivells elevats de LDH plasmàtica. Les infeccions oportunistes que afecten a pacients amb VIH produeixen dany als teixits rics en lactat deshidrogenasa, augmentant la concentració sèrica d'aquest enzim com a conseqüència.

### Germinoma
Elevada LDH és habitualment el primer signe clínic d'un germinoma. No tots els germinomes produeixen LDH i això sol ser un troballa inespecífica.